# Султанка американська
Султанка американська (Porphyrio martinica) — вид журавлеподібних птахів родини пастушкових (Rallidae).

## Поширення
Птах мешкає на водно-болотних угіддях південно-східних штатів США, Центральної Америки та Карибського басейну. У Флориді та тропіках цей вид веде осілий спосіб життя, але більшість птахів з США перелітні, проводячи зиму південніше аж до Аргентини.

## Опис
Пастушок середнього розміру з його величезними жовтими ногами, синьо-фіолетовим оперенням із зеленою спиною та червоно-жовтим дзьобом. Має блідо-блакитний лобовий щиток і біле підхвістя.

## Спосіб життя
Гніздо складається з плавучої конструкції на мілководді. Відкладається від п'яти до десяти яєць. Дієта всеїдна і включає широкий спектр рослин і тварин, включаючи насіння, листя та плоди як водних, так і наземних рослин, а також комах, жаб, равликів, павуків, дощових черв'яків і риб. Відомо також, що птах харчується яйцями та молодняком інших птахів.